# شيلدون كيلر
شيلدون كيلر (بالإنجليزية: Sheldon Keller)‏ (و. 1923 – 2008 م) هو كاتب سيناريو، من الولايات المتحدة الأمريكية، توفي عن عمر يناهز 85 عاماً.

## جوائز
حصل على جوائز منها:
- جائزة إيمي.

## وصلات خارجية
- شيلدون كيلر على موقع IMDb (الإنجليزية)
- شيلدون كيلر على موقع ألو سيني (الفرنسية)
- شيلدون كيلر على موقع أول موفي (الإنجليزية)
- شيلدون كيلر على موقع قاعدة بيانات الأفلام السويدية (السويدية)
- شيلدون كيلر على موقع قاعدة بيانات الفيلم (الإنجليزية)
- شيلدون كيلر على موقع كينوبويسك (الروسية)